# 有棒不規則星系
有棒不規則星系是不規則的棒旋星系版本，例子有大麥哲倫星系和NGC 6822。有些有棒不規則星系（例如大麥哲倫星系）實際上可能是矮螺旋星系，因為與一個規模更大鄰居的潮汐作用，而被扭曲成不規則的形狀。